# Sedentaria (anélidos)
Los sedentarios (Sedentaria) son un supergrupo de gusanos anélidos. Tradicionalmente, se definió como una subclase de los poliquetos caracterizada por su hábitat sedentario (al contrario de los poliquetos errantes de gran movilidad), pudiendo ser filtradores, carentes de apéndices de locomoción y sésiles, viviendo a veces en un tubo que ellos mismos fabrican o como excavadores bajo el sedimento marino arenoso. 
Sin embargo, el análisis filogenético contemporáneo ha redefinido a Sedentaria como un clado que agrupa a los poliquetos sedentarios junto a otros grupos no considerados tradicionalmente como poliquetos como Echiura, Pogonophora y Clitellata; por lo que habría que distinguir entre el taxón parafilético Sedentaria que agrupa solo a los poliquetos de vida sedentaria del clado monofilético que es un grupo mayor y que aún no está bien definido en sus relaciones filogenéticas.

## Poliquetos sedentarios

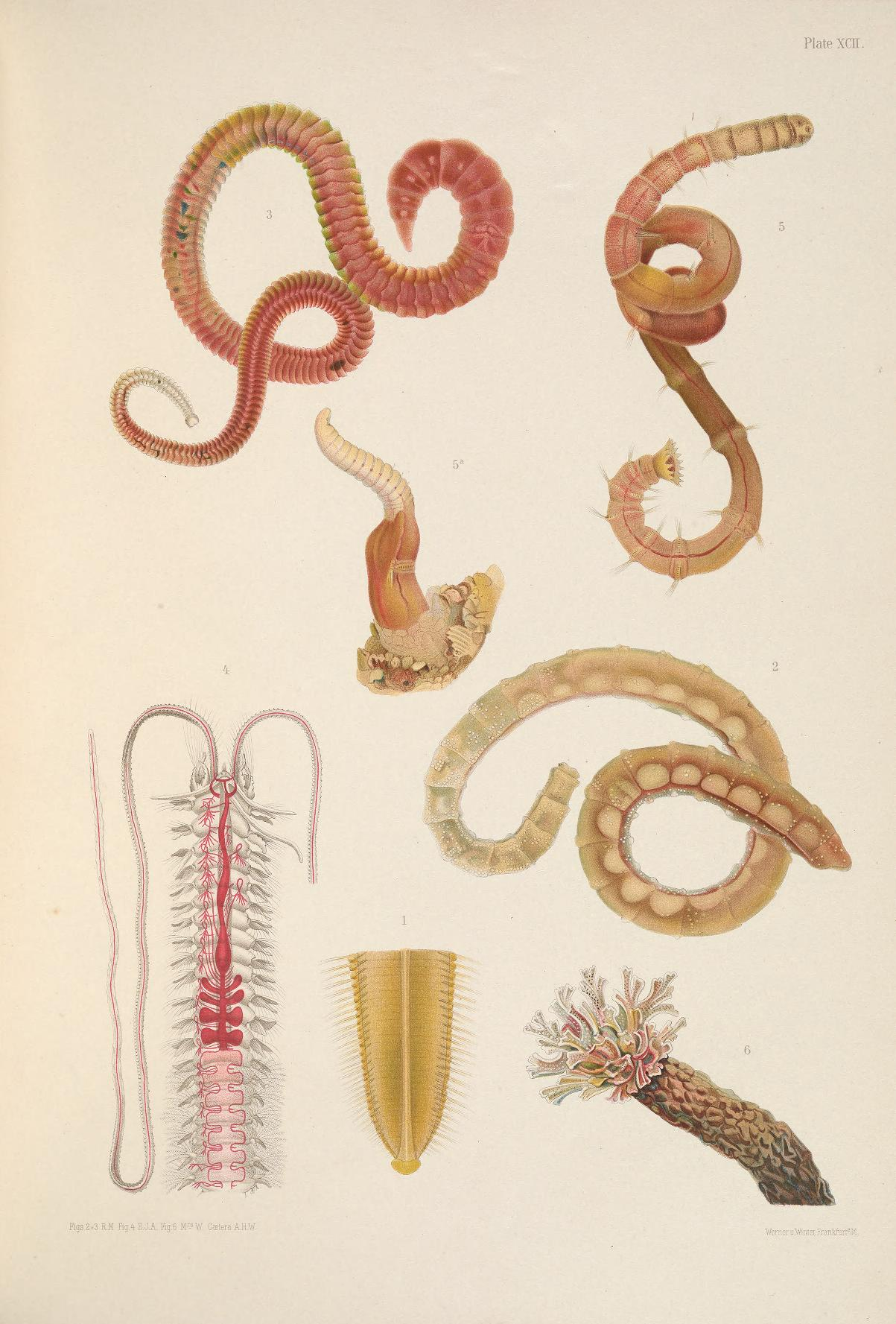
Poliquetos sedentarios.

Los poliquetos sedentarios derivan evolutivamente de poliquetos móviles; para ello, los parápodos se han modificado, reduciéndose y a menudo careciendo de lóbulos y cirros. En tubícolas (formadores de un tubo protector) el neuropodio puede presentar forma de arruga o toro, llevando uñas, o uncinos para agarrar ambos lados del tubo. Las partes parapodiales pueden tener modificaciones y presentar estructuras accesorias como branquias, etc. Las quetas son muy específicas y variadas, estructuralmente pueden ser uncinos (uñas ventrales o garfios). Las quetas pueden ser simples o compuestas, presentando una pieza móvil terminal articulada con otra basal. Las quetas largas y delgadas se llaman capilares (Terebellida), adornadas con finas espinas (Maldanidae), dentículos, pectinadas, aladas (dobladas y bordes medianamente aplanados), o incluso geniculadas. Las quetas cortas y robustas son las paletas, la pieza terminal de una queta puede ser similar, y los uncinos generalmente son más numerosos, están dispuestos en una o varias filas, presentan forma comprimida y nacen de un manubrio o vástago de longitud variable.
Presentan la siguiente taxonomía:
- filo Annelida
  - clase Polychaeta
    - subclase Sedentaria (P)
      - infraclase Canalipalpata
        - orden Sabellida
        - orden Spionida
        - orden Terebellida
          - subórdenes Cirratuliformia y Terebellomorpha

      - infraclase Scolecida
        - familias Arenicolidae, Capitellidae Cossuridae, Maldanidae, Opheliidae, Orbiniidae, Paraonidae, Scalibregmatidae y Travisiidae

      - incertae sedis
        - familia Chaetopteridae

En este sistema, Pogonophora figura como la familia Siboglinidae del orden Sabellida.

## Filogenia
Actualmente no hay consenso sobre las relaciones entre sedentarios. Estudios recientes (2016) dieron los siguientes resultados:
|  | Paraonidae                                              |
|  |                                                         |
|  | \| \| Orbiniidae \| \| \| \| \| \| Spionida \| \| \| \| |
|  |                                                         |
|  | Orbiniidae                                              |
|  |                                                         |
|  | Spionida                                                |
|  |                                                         |

|  | Orbiniidae |
|  |            |
|  | Spionida   |
|  |            |

|  | Terebelliformia |
|  |                 |
|  | Chaetopteridae  |
|  |                 |

|  | Sabellida   |
|  |             |
|  | Pogonophora |
|  |             |

|  | Terebelliformia |
|  |                 |
|  | Chaetopteridae  |
|  |                 |

|  | Sabellida   |
|  |             |
|  | Pogonophora |
|  |             |

|  | Terebelliformia |
|  |                 |
|  | Chaetopteridae  |
|  |                 |

|  | Sabellida   |
|  |             |
|  | Pogonophora |
|  |             |

|  | Terebelliformia |
|  |                 |
|  | Chaetopteridae  |
|  |                 |

|  | Sabellida   |
|  |             |
|  | Pogonophora |
|  |             |

|  | Terebelliformia |
|  |                 |
|  | Chaetopteridae  |
|  |                 |

|  | Sabellida   |
|  |             |
|  | Pogonophora |
|  |             |

|  | Terebelliformia |
|  |                 |
|  | Chaetopteridae  |
|  |                 |

|  | Sabellida   |
|  |             |
|  | Pogonophora |
|  |             |

|  | Terebelliformia |
|  |                 |
|  | Chaetopteridae  |
|  |                 |

|  | Sabellida   |
|  |             |
|  | Pogonophora |
|  |             |

|  | Terebelliformia |
|  |                 |
|  | Chaetopteridae  |
|  |                 |

|  | Sabellida   |
|  |             |
|  | Pogonophora |
|  |             |

|  | Paraonidae                                              |
|  |                                                         |
|  | \| \| Orbiniidae \| \| \| \| \| \| Spionida \| \| \| \| |
|  |                                                         |
|  | Orbiniidae                                              |
|  |                                                         |
|  | Spionida                                                |
|  |                                                         |

|  | Orbiniidae |
|  |            |
|  | Spionida   |
|  |            |

|  | Terebelliformia |
|  |                 |
|  | Chaetopteridae  |
|  |                 |

|  | Sabellida   |
|  |             |
|  | Pogonophora |
|  |             |

|  | Terebelliformia |
|  |                 |
|  | Chaetopteridae  |
|  |                 |

|  | Sabellida   |
|  |             |
|  | Pogonophora |
|  |             |

|  | Terebelliformia |
|  |                 |
|  | Chaetopteridae  |
|  |                 |

|  | Sabellida   |
|  |             |
|  | Pogonophora |
|  |             |

|  | Terebelliformia |
|  |                 |
|  | Chaetopteridae  |
|  |                 |

|  | Sabellida   |
|  |             |
|  | Pogonophora |
|  |             |

|  | Terebelliformia |
|  |                 |
|  | Chaetopteridae  |
|  |                 |

|  | Sabellida   |
|  |             |
|  | Pogonophora |
|  |             |

|  | Terebelliformia |
|  |                 |
|  | Chaetopteridae  |
|  |                 |

|  | Sabellida   |
|  |             |
|  | Pogonophora |
|  |             |

|  | Terebelliformia |
|  |                 |
|  | Chaetopteridae  |
|  |                 |

|  | Sabellida   |
|  |             |
|  | Pogonophora |
|  |             |

|  | Terebelliformia |
|  |                 |
|  | Chaetopteridae  |
|  |                 |

|  | Sabellida   |
|  |             |
|  | Pogonophora |
|  |             |

|  | Oweniidae                                                                 |
|  |                                                                           |

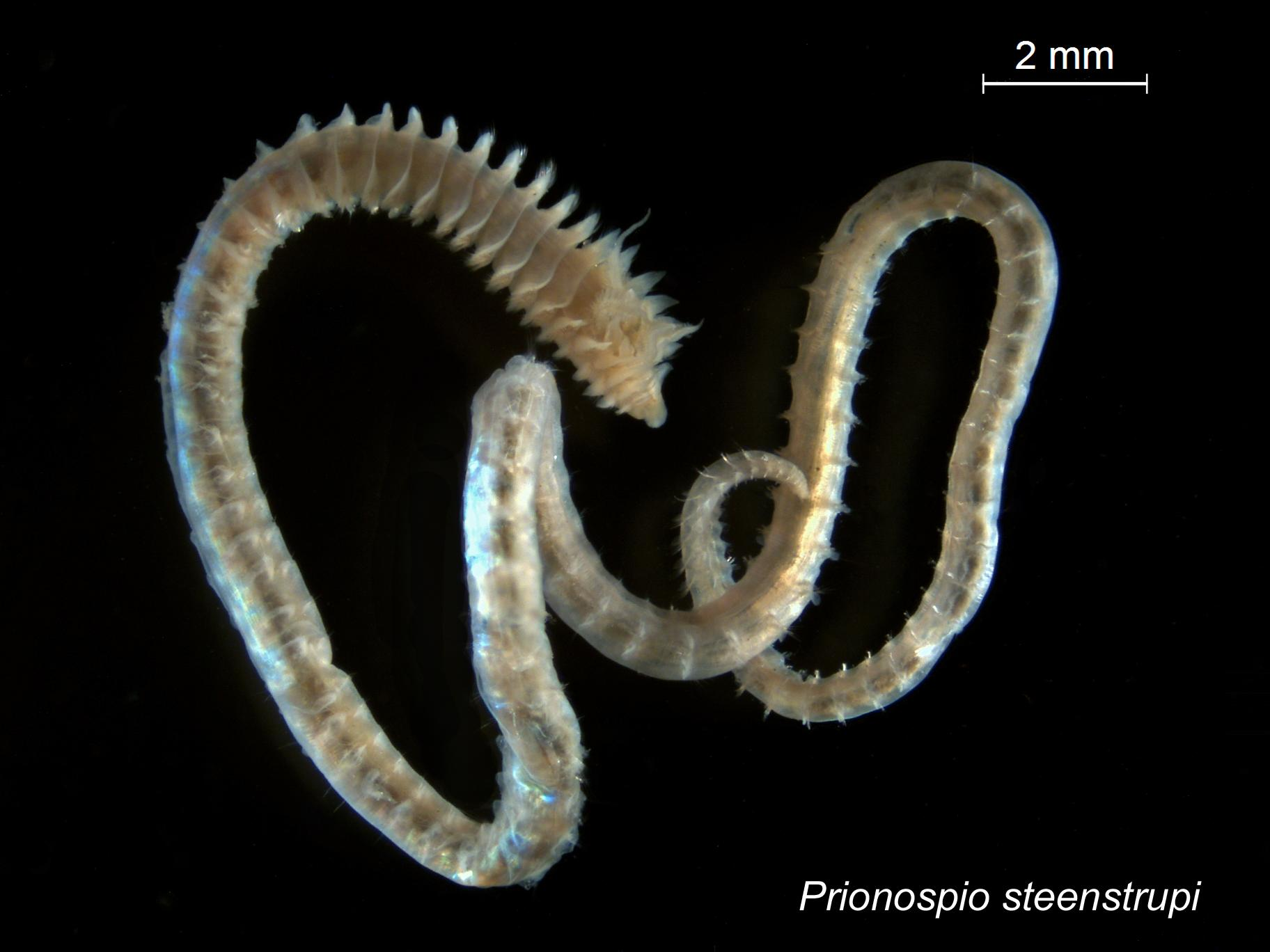
Prionospio (fam. Spionidae)

|  | \| \| Scolecida (en su mayor parte) \| \| \| \| \| \| Echiura \| \| \| \| |
|  |                                                                           |
|  | Scolecida (en su mayor parte)                                             |
|  |                                                                           |
|  | Echiura                                                                   |
|  |                                                                           |

|  | Scolecida (en su mayor parte) |
|  |                               |
|  | Echiura                       |
|  |                               |

|  | Protodrilida (arquianélidos) |
|  |                              |
|  | Clitellata                   |
|  |                              |

|  | Oweniidae                                                                 |
|  |                                                                           |
|  | \| \| Scolecida (en su mayor parte) \| \| \| \| \| \| Echiura \| \| \| \| |
|  |                                                                           |
|  | Scolecida (en su mayor parte)                                             |
|  |                                                                           |
|  | Echiura                                                                   |
|  |                                                                           |

|  | Scolecida (en su mayor parte) |
|  |                               |
|  | Echiura                       |
|  |                               |

|  | Protodrilida (arquianélidos) |
|  |                              |
|  | Clitellata                   |
|  |                              |

|  | Paraonidae                                              |
|  |                                                         |
|  | \| \| Orbiniidae \| \| \| \| \| \| Spionida \| \| \| \| |
|  |                                                         |
|  | Orbiniidae                                              |
|  |                                                         |
|  | Spionida                                                |
|  |                                                         |

|  | Orbiniidae |
|  |            |
|  | Spionida   |
|  |            |

|  | Terebelliformia |
|  |                 |
|  | Chaetopteridae  |
|  |                 |

|  | Sabellida   |
|  |             |
|  | Pogonophora |
|  |             |

|  | Terebelliformia |
|  |                 |
|  | Chaetopteridae  |
|  |                 |

|  | Sabellida   |
|  |             |
|  | Pogonophora |
|  |             |

|  | Terebelliformia |
|  |                 |
|  | Chaetopteridae  |
|  |                 |

|  | Sabellida   |
|  |             |
|  | Pogonophora |
|  |             |

|  | Terebelliformia |
|  |                 |
|  | Chaetopteridae  |
|  |                 |

|  | Sabellida   |
|  |             |
|  | Pogonophora |
|  |             |

|  | Terebelliformia |
|  |                 |
|  | Chaetopteridae  |
|  |                 |

|  | Sabellida   |
|  |             |
|  | Pogonophora |
|  |             |

|  | Terebelliformia |
|  |                 |
|  | Chaetopteridae  |
|  |                 |

|  | Sabellida   |
|  |             |
|  | Pogonophora |
|  |             |

|  | Terebelliformia |
|  |                 |
|  | Chaetopteridae  |
|  |                 |

|  | Sabellida   |
|  |             |
|  | Pogonophora |
|  |             |

|  | Terebelliformia |
|  |                 |
|  | Chaetopteridae  |
|  |                 |

|  | Sabellida   |
|  |             |
|  | Pogonophora |
|  |             |

|  | Paraonidae                                              |
|  |                                                         |
|  | \| \| Orbiniidae \| \| \| \| \| \| Spionida \| \| \| \| |
|  |                                                         |
|  | Orbiniidae                                              |
|  |                                                         |
|  | Spionida                                                |
|  |                                                         |

|  | Orbiniidae |
|  |            |
|  | Spionida   |
|  |            |

|  | Terebelliformia |
|  |                 |
|  | Chaetopteridae  |
|  |                 |

|  | Sabellida   |
|  |             |
|  | Pogonophora |
|  |             |

|  | Terebelliformia |
|  |                 |
|  | Chaetopteridae  |
|  |                 |

|  | Sabellida   |
|  |             |
|  | Pogonophora |
|  |             |

|  | Terebelliformia |
|  |                 |
|  | Chaetopteridae  |
|  |                 |

|  | Sabellida   |
|  |             |
|  | Pogonophora |
|  |             |

|  | Terebelliformia |
|  |                 |
|  | Chaetopteridae  |
|  |                 |

|  | Sabellida   |
|  |             |
|  | Pogonophora |
|  |             |

|  | Terebelliformia |
|  |                 |
|  | Chaetopteridae  |
|  |                 |

|  | Sabellida   |
|  |             |
|  | Pogonophora |
|  |             |

|  | Terebelliformia |
|  |                 |
|  | Chaetopteridae  |
|  |                 |

|  | Sabellida   |
|  |             |
|  | Pogonophora |
|  |             |

|  | Terebelliformia |
|  |                 |
|  | Chaetopteridae  |
|  |                 |

|  | Sabellida   |
|  |             |
|  | Pogonophora |
|  |             |

|  | Terebelliformia |
|  |                 |
|  | Chaetopteridae  |
|  |                 |

|  | Sabellida   |
|  |             |
|  | Pogonophora |
|  |             |

|  | Oweniidae                                                                 |
|  |                                                                           |
|  | \| \| Scolecida (en su mayor parte) \| \| \| \| \| \| Echiura \| \| \| \| |
|  |                                                                           |
|  | Scolecida (en su mayor parte)                                             |
|  |                                                                           |
|  | Echiura                                                                   |
|  |                                                                           |

|  | Scolecida (en su mayor parte) |
|  |                               |
|  | Echiura                       |
|  |                               |

|  | Protodrilida (arquianélidos) |
|  |                              |
|  | Clitellata                   |
|  |                              |

|  | Oweniidae                                                                 |
|  |                                                                           |
|  | \| \| Scolecida (en su mayor parte) \| \| \| \| \| \| Echiura \| \| \| \| |
|  |                                                                           |
|  | Scolecida (en su mayor parte)                                             |
|  |                                                                           |
|  | Echiura                                                                   |
|  |                                                                           |

|  | Scolecida (en su mayor parte) |
|  |                               |
|  | Echiura                       |
|  |                               |

|  | Protodrilida (arquianélidos) |
|  |                              |
|  | Clitellata                   |
|  |                              |

Estos resultados mostraría que los grupos Scolecida y Canalipalpata no serían naturales, pues varios de sus subgrupos no están directamente relaconados entre sí. Otros estudios (2015) muestran una relación distante entre pogonóforos y sabélidos:

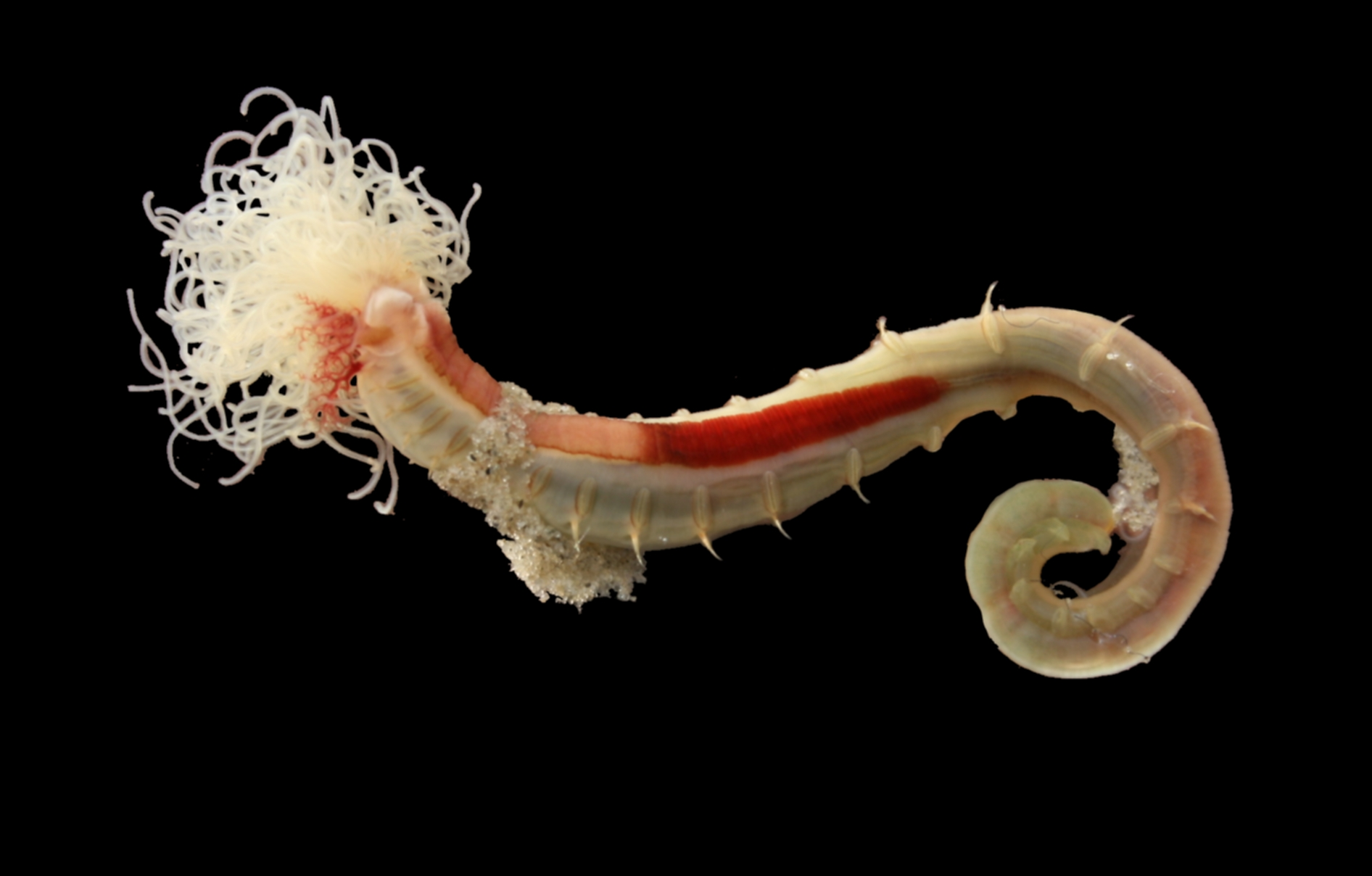
Lanice, gusano tubícola de la familia Terebellidae

|  | Terebelliformia |
|  |                 |
|  | Arenicolidae    |
|  |                 |

|  | Sabellida (P) |
|  |               |
|  | Spionida      |
|  |               |

|  | Terebelliformia |
|  |                 |
|  | Arenicolidae    |
|  |                 |

|  | Sabellida (P) |
|  |               |
|  | Spionida      |
|  |               |

|  | Terebelliformia |
|  |                 |
|  | Arenicolidae    |
|  |                 |

|  | Sabellida (P) |
|  |               |
|  | Spionida      |
|  |               |

|  | Terebelliformia |
|  |                 |
|  | Arenicolidae    |
|  |                 |

|  | Sabellida (P) |
|  |               |
|  | Spionida      |
|  |               |

|  | Ophelliidae                                              |
|  |                                                          |
|  | \| \| Capitellidae \| \| \| \| \| \| Echiura \| \| \| \| |
|  |                                                          |
|  | Capitellidae                                             |
|  |                                                          |
|  | Echiura                                                  |
|  |                                                          |

|  | Capitellidae |
|  |              |
|  | Echiura      |
|  |              |

|  | Pogonophora |
|  |             |
|  | Clitellata  |
|  |             |

|  | Ophelliidae                                              |
|  |                                                          |
|  | \| \| Capitellidae \| \| \| \| \| \| Echiura \| \| \| \| |
|  |                                                          |
|  | Capitellidae                                             |
|  |                                                          |
|  | Echiura                                                  |
|  |                                                          |

|  | Capitellidae |
|  |              |
|  | Echiura      |
|  |              |

|  | Pogonophora |
|  |             |
|  | Clitellata  |
|  |             |

|  | Terebelliformia |
|  |                 |
|  | Arenicolidae    |
|  |                 |

|  | Sabellida (P) |
|  |               |
|  | Spionida      |
|  |               |

|  | Terebelliformia |
|  |                 |
|  | Arenicolidae    |
|  |                 |

|  | Sabellida (P) |
|  |               |
|  | Spionida      |
|  |               |

|  | Terebelliformia |
|  |                 |
|  | Arenicolidae    |
|  |                 |

|  | Sabellida (P) |
|  |               |
|  | Spionida      |
|  |               |

|  | Terebelliformia |
|  |                 |
|  | Arenicolidae    |
|  |                 |

|  | Sabellida (P) |
|  |               |
|  | Spionida      |
|  |               |

|  | Ophelliidae                                              |
|  |                                                          |
|  | \| \| Capitellidae \| \| \| \| \| \| Echiura \| \| \| \| |
|  |                                                          |
|  | Capitellidae                                             |
|  |                                                          |
|  | Echiura                                                  |
|  |                                                          |

|  | Capitellidae |
|  |              |
|  | Echiura      |
|  |              |

|  | Pogonophora |
|  |             |
|  | Clitellata  |
|  |             |

|  | Ophelliidae                                              |
|  |                                                          |
|  | \| \| Capitellidae \| \| \| \| \| \| Echiura \| \| \| \| |
|  |                                                          |
|  | Capitellidae                                             |
|  |                                                          |
|  | Echiura                                                  |
|  |                                                          |

|  | Capitellidae |
|  |              |
|  | Echiura      |
|  |              |

|  | Pogonophora |
|  |             |
|  | Clitellata  |
|  |             |